# Castello di Pozzol Groppo
Il castello di Pozzol Groppo è un castello situato nel comune di Pozzol Groppo in provincia di Alessandria. È posto su un'altura a 520 m. s.l.m. sullo spartiacque tra la valle Staffora e la val Curone.

## Storia
Fu edificato alla fine del XII secolo e rinnovato nel XVI secolo dai Malaspina, rimase di loro proprietà fino al 1889.
Sorge sul luogo di una probabile torre di avvistamento romana facente parte di un sistema di avvistamento che partiva dalla città di Tortona (l’antica Derthona) per risalire le vallate appenniniche.

## Struttura
L'edificio è massiccio, sormontato da tre torri merlate, di cui solo la più alta è antica.
All'interno si trovano vasti saloni, impreziositi da camini cinquecenteschi con le armi dei Malaspina, soffitti a cassettoni e pregevoli affreschi.
Fino agli anni Settanta era adibito a ristorante mentre oggi è chiuso al pubblico.